# Hylaeus zamoranicus
Hylaeus zamoranicus är en biart som först beskrevs av Cockerell 1949.  Hylaeus zamoranicus ingår i släktet citronbin, och familjen korttungebin. Inga underarter finns listade i Catalogue of Life.